# Euscelidia livida
Euscelidia livida är en tvåvingeart som beskrevs av Dikow 2003. Euscelidia livida ingår i släktet Euscelidia och familjen rovflugor.
Artens utbredningsområde är Myanmar. Inga underarter finns listade i Catalogue of Life.